# 아오키 고타
아오키 고타(일본어: 青木 孝太, 1987년 4월 27일 ~ )는 일본의 전 축구 선수이다.

## 구단 경력
과거 제프 유나이티드 지바, 파지아노 오카야마, 방포레 고후, 더스파구사쓰 군마에서 활동하였다.

## 국가대표팀 경력
그는 2007년 FIFA U-20 월드컵에 참가할 일본 U-20 국가대표팀에 발탁되었으며, 4경기에 출전했다.